# 막스 오퓔스

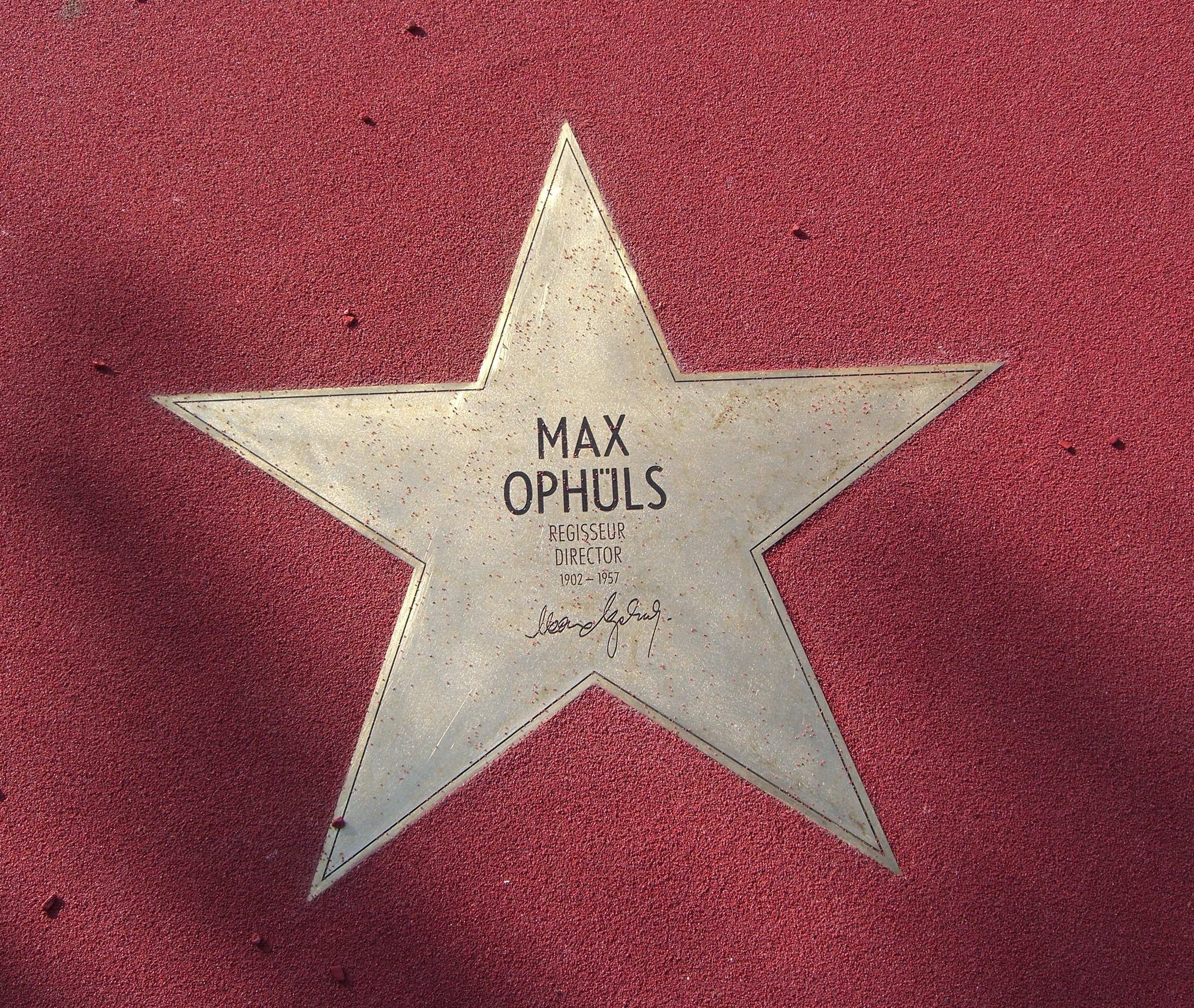
막스 오퓔스의 스타의 거리(Boulevard der Stars)

막스 오퓔스(Max Ophüls)로 알려진 막시밀리안 오펜하이머 (Maximillian Oppenheimer, 1902년 5월 6일 - 1957년 3월 26일)는 독일에서 태어나 독일 (1931-1933), 프랑스 (1933-1940, 1950-1957), 미국 (1947-1950)에서 활동했던 영화 감독이다. 그는 약 30편 가량의 작품을 만들었으며, 후기의 윤무 (1950), 쾌락 (1952), 마담 드 (1953), 롤라 몽테 (1955) 등으로 유명하다.

## 일생

### 어릴 적과 초기 경력
막스 오퓔스는 독일 자르브뤼켄에서 유대인 직물 생산업자로 독일에서 여러 직물 상접을 운영하던 아버지 레오폴트 오펜하이머와 그의 부인 헬렌 아래서 태어났다. 그는 만약 연극 분야에서 실패했을 시 아버지를 실망시키지 않기 위해 필명 오퓔스를 사용했다.
처음으로 연기로의 길을 꿈꾸며, 그는 1919년 연극 배우로 활동을 시작하고 1921년부터 1923년까지 아헨 극장에서 연기했다. 그는 또한 연극 연출자로서도 활동하여 도르트문트 시 극장의 첫번째 감독이 되었다. 오퓔스는 1924년 연극 제작업에 뛰어들었다. 1926년, 그는 빈의 부르크 극장의 크리에이티브 디렉터가 되었다. 경력에 200편의 연극을 더하고, 1929년 그는 영화 산업에 뛰어들어 베를린 UFA 스튜디오의 아나톨 리트박 아래의 대사 담당이 된다. 독일에 있던 중인 1931년, 그는 첫 번째 작품인 단편 희극 영화, '이 건에 대해서는 간유가 있어야겠군요'를 감독한다.
리벨라이(1933)와 같은 그의 초기작들은 화려한 세트, 페미니즘적 자세, 젊은 사람과 늙은 사람 간의 결투 같은 오퓔스의 특징을 포함하고 있다.
오퓔스가 여배우 힐데 발을 만난 것은 부르크 극장에서였고, 그들은 1926년 결혼했다.

### 망명과 전후 경력
나치의 주도를 예감하여 유대인이던 오퓔스는 국가의회 의사당 화재 사건 이후 1933년, 프랑스로 도주하여 1938년에는 프랑스 시민이 된다. 프랑스가 독일에 함락된 이후에 그는 할리우드에서 활동하기 위해 스위스와 이탈리아를 거쳐 1941년, 미국에 도착한다. 그는 자신의 오랜 팬이던 감독 프레스턴 스터지스의 도움을 받고 여러 유명한 작품들을 만든다.
그의 첫 번째 할리우드 연출작은 더글러스 페어뱅크스 주니어의 주연작인 망명 (1947)이었다. 슈테판 츠바이크의 중편 소설을 원작으로 한 오퓔스의 미지의 여인에게서 온 편지 (1948)는 미국 영화 역사상 가장 훌륭한 작품 중 하나로 간주된다. 그는 1950년 유럽으로 돌아가기 전까지 포획 (1949), 무모한 순간 (1949) 등을 감독한다.
프랑스로 돌아와, 그는 슈니츨러의 작품을 원작으로 한 윤무 (1950)를 감독한다. 이 작품은 1951년 영국 아카데미 영화상 작품상을 수상했다. 그리고 그는 마르틴 카롤, 피터 유스티노프 등을 캐스팅하여 롤라 몽테 (1955)를 찍었다. 또한 그는 쾌락과 마담 드 등의 작품을 찍었으며, 다니엘 다리외와 샤를 보예 등과 협업했다. 오퓔스는 몽파르나스의 연인들을 촬영하던 중 류마티스심장병으로 1957년 3월 26일에 함부르크에서 사망하였으며, 시신은 파리의 페르 라셰즈 묘지에 묻혔다. 그의 유작인 몽파르나스의 연인들은 그의 친구이던 자크 베케르가 완성하였다.
막스 오퓔스의 아들인 마르셀 오퓔스 역시 슬픔과 동정 등의 작품으로 유명한 영화 감독이다.

## 양식
모든 오퓔스의 작품들은 그만의 독특한 부드러운 카메라 움직임, 복잡한 크레인과 돌리 숏, 트래킹 숏을 포함한다.
그의 작품들은 폴 토머스 앤더슨과 같은 여러 감독들에게 영향을 주었고, 앤더슨은 그의 작품인 '마담 드'의 DVD에 소개 영상을 싣기도 했다.
그의 몇몇 작품들은 여성 주인공의 내레이션을 포함한다. 이를 두고 영화 연구가들은 리벨라이 (1933), 미지의 여인에게서 온 편지 (1948), 마담 드 (1953) 등을 여성 영화 장르의 예로서 보기도 한다. 또한 대부분의 오퓔스 영화 속 여주인공들의 이름은 "L"로 시작한다.
두 편의 영화에서 오퓔스와 함께한 배우 제임스 메이슨은 오퓔스의 트래킹 숏과 정교한 카메라 움직임에의 사랑에 대한 짧은 시를 쓰기도 했다.

## 참고